# قائمة سفراء دولة فلسطين لدى السعودية
سفير دولة فلسطين لدى السعودية هو ممثل دولة فلسطين الرسمي لدى المملكة العربية السعودية، يقع مقر السفارة الفلسطينية في الرياض ولها قنصلية عامة في جدة.

## قائمة السفراء
تشمل قائمة السفراء:
| الترتيب | رئيس البعثة الدبلوماسية        | صورة | تاريخ الاعتماد الدبلوماسي | تاريخ الانتهاء      | رئيس منظمة التحرير الفلسطينية | ملك السعودية                   |
| --- | ------------------------------ | ---- | ------------------------- | ------------------- | ----------------------------- | ------------------------------ |
| تأسس مكتب ممثلية منظمة التحرير الفلسطينية في السعودية في عام 1968 وحتى عام 1988 تحول إلى سفارة دولة فلسطين لدى السعودية. |                                |      |                           |                     |                               |                                |
| 1 | حسين الشرقاوي                  |      | 1968                      | 1973                | يحيى حمودة                    | فيصل بن عبد العزيز آل سعود     |
| 2 | سعيد المزين                    |      | 1973                      | 1979                | ياسر عرفات                    | فيصل بن عبد العزيز آل سعود     |
| 3 | رفيق شاكر النتشة               |      | 1979                      | 1990                | ياسر عرفات                    | خالد بن عبد العزيز آل سعود     |
| 4 | صبحي أبو كرش                   |      | 1990                      | 4 يناير 1994 (تُوفي) | ياسر عرفات                    | فهد بن عبد العزيز آل سعود      |
| 5 | مصطفى هاشم يعقوب الشيخ ديب     |      | 1994                      | 2005                | ياسر عرفات                    | فهد بن عبد العزيز آل سعود      |
| 6 | جمال عبد اللطيف صالح الشوبكي   |      | 25 يونيو 2006             | 2013                | محمود عباس                    | عبد الله بن عبد العزيز آل سعود |
| 7 | باسم عبد الله يوسف حمدان الآغا |      | 2013                      | أكتوبر 2024         | محمود عباس                    | عبد الله بن عبد العزيز آل سعود |
| 8 | مازن محمد راتب غنيم            |      | 5 نوفمبر 2024             | لا يزال             | محمود عباس                    | سلمان بن عبد العزيز آل سعود    |